# 닝가우이속
닝가우이속(Ningaui)은 주머니고양이목 주머니고양이과에 속하는 유대류 속의 하나이다. 오스트레일리아의 건조 기후 지역에 제한적으로 분포한다. 3종으로 이루어져 있다.

## 하위 종
- 원가이닝가우이 (Ningaui ridei)
- 필바라닝가우이 (Ningaui timealeyi)
- 남부닝가우이 (Ningaui yvonnae)